# Julie Moran

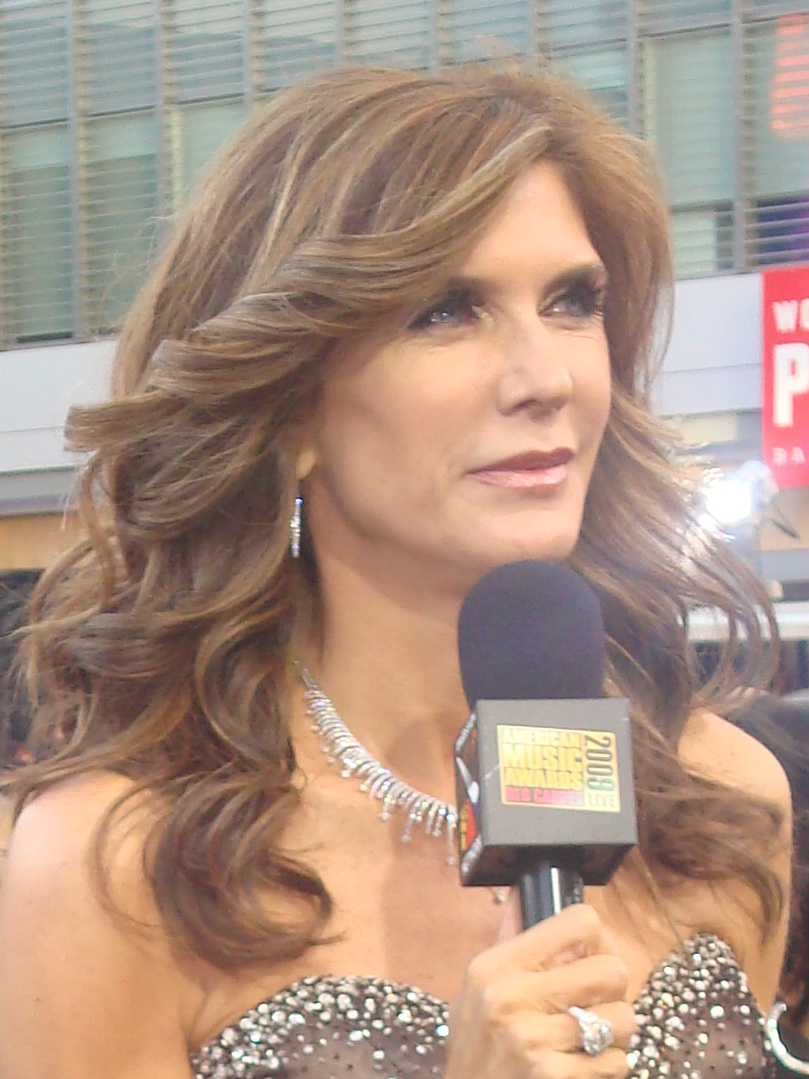
Julie Moran (2009)

Julie Moran (* 10. Januar 1962 in Thomasville) ist eine US-amerikanische Journalistin, Fernsehmoderatorin und Sportreporterin.
Julie gewann den Titel „America's Junior Miss“, der landesweit auf CBS übertragen wurde. Moran wurde zu einer der bekanntesten Junior-Miss-Teilnehmerinnen des Jahrzehnts und folgte damit Diane Sawyer im Jahrzehnt zuvor nach. 1988 moderierte sie den Wettbewerb, die letzte jährliche Veranstaltung des Programms auf einem großen Fernsehsender.
1984 schloss sie ihr Studium am Henry W. Grady College of Journalism and Mass Communication der University of Georgia mit Auszeichnung ab.
Von 1986 bis 1987 moderierte sie gemeinsam mit Greg Kinnear „Movietime“. Movietime war ein Nachrichtendienst für Filmtrailer und Unterhaltung, aus dem später E! hervorging.
1989 zog Moran nach New York City, um gemeinsam mit Ahmad Rashad die Sendung „NBA Inside Stuff“ von NBC Sports zu moderieren. 1990 wechselte sie schließlich zu ABC Sports Network, wo sie als Seitenlinienreporterin für College-Football mit Brent Musburger und Dick Vermeil sowie für College-Basketball mit Jim Valvano und Brent Musburger arbeitete.
1990 wurde ihr als erster Frau eine NBA-Sammelkarte zu Ehren angefertigt.
1992 übernahm Moran die Moderation der Emmy-ausgezeichneten ABC-Sendung „Wide World of Sports“ und folgte damit den legendären Sportreportern Jim McKay und Frank Gifford. Sie war die vierte Moderatorin der Show überhaupt und die erste Frau, die die Show alleine moderierte (als Becky Dixon 1987–1988 die Show moderierte, tat sie dies an der Seite von Frank Gifford).
Moran begann ihre Karriere bei Entertainment Tonight (ET) als Moderatorin und Korrespondentin im New Yorker Büro. 1995 wechselte sie schließlich in die Los Angeleser Zentrale von ET und übernahm dort die Nachfolge von Leeza Gibbons.
Kurz nach ihrem Eintritt bei Entertainment Tonight im Jahr 1994 wurde Moran vom People Magazine zu einem der „50 schönsten Menschen“ gekürt.
Während ihrer neunjährigen Tätigkeit bei Entertainment Tonight interviewte Moran zahlreiche bekannte Persönlichkeiten, darunter Oprah Winfrey und Julia Roberts. Sie moderierte die Weekend Show und war die Hauptmoderatorin für Mary Hart. Außerdem berichtete sie exklusiv über wichtige Fernseh- und Filmsets. 1996 startete sie ihr wöchentliches Segment „ET One to One with Julie Moran“.
1996 war Moran Chefmoderatorin von ET und berichtete über die Olympischen Spiele 1996 in Atlanta, Georgia.
Von 1994 bis 2001 war Moran der wichtigste Ersatzmoderator, Wochenendmoderator und leitende Korrespondent für ET.
Im Jahr 2001 moderierte sie gemeinsam mit Chris Connelly und Jim Moret die prestigeträchtige Vorshow zur 73. Oscarverleihung für ABC. 1999 moderierte sie gemeinsam mit Ellen DeGeneres die Vorshow zur Grammy-Verleihung für CBS.
In den Jahren 1998, 1999 und 2000 moderierte Moran die Wahlen zur Miss Universe, zur Miss USA und zur Miss Teen USA. 2002 moderierte sie erneut gemeinsam mit Wayne Brady die Wahl zur Miss America.